# Daniel Brühl
Daniel César Martín Brühl González Domingo (Barcelona, 16 juni 1978) is een Duits acteur en zanger. Hij werd in 2014 genomineerd voor een Golden Globe voor zijn rol als Niki Lauda in de biografische actie-dramafilm Rush. Meer dan vijftien andere filmprijzen kreeg hij daadwerkelijk toegekend, waaronder zowel de European Film Award als de publieksprijs van hetzelfde evenement voor zijn hoofdrol in  Good bye, Lenin! (2003) en een Screen Actors Guild Award samen met de gehele cast van Inglourious Basterds (2009).
Brühl is de zoon van de Duitse toneelregisseur Hanno Brühl en de Catalaanse lerares Marisa González Domingo. Kort na zijn geboorte verhuisde het gezin naar Keulen, waar hij opgroeide. Hij volgde school in het Dreikönigsgymnasium. Naast Duits spreekt hij vloeiend Spaans en Catalaans: voor de Spaanstalige versie van een van zijn films, Cargo, sprak hij zelf de vertaling in. Tevens spreekt hij Frans en Engels. In de oorlogsfilm Joyeux Noël spreekt hij 3 talen.
Brühl maakte zijn speelfilmdebuut in 2000 in Schlaraffenland. Zijn grote doorbraak kwam drie jaar later met zijn hoofdrol als Alex Kerner in Good bye, Lenin! Voor deze rol kreeg hij onder andere de prijs voor beste acteur van de European Film Academy. In 2004 maakte hij zijn debuut in een Engelstalige film, Ladies in Lavender, waarin hij te zien was naast de Britse actrices Judi Dench en Maggie Smith. Daarna speelde hij onder andere in de films Die fetten Jahre sind vorbei en Salvador (Puig Antich), die in zijn geboortestad werd opgenomen. In 2009 speelde hij een Duitse soldaat in de film Inglourious Basterds. In 2013 speelde hij Formule 1-coureur Niki Lauda in de film Rush.
Naast acteur is Brühl leadzanger van de band Purge.

## Filmografie
- 1994: Svens Geheimnis (televisieserie)
- 1995: Verbotene Liebe (televisieserie, 16 afleveringen)
- 1996: Der Pakt – Wenn Kinder töten (televisiefilm)
- 1997: Blutiger Ernst (televisiefilm)
- 1997: Polizeiruf 110: Der Sohn der Kommissarin (televisiefilm)
- 1998: Tatort: Gefährliche Zeugin (televisiefilm)

- 1999: Schlaraffenland
- 1999: Sturmzeit (televisieserie)
- 1999: Hin und weg (televisiefilm)
- 2000: Deeply – Jay
- 2000: Eine Hand voll Gras – Bernd
- 2000: Schule – Markus Baasweiler
- 2000: Stundenhotel
- 2000: Tatort: Die kleine Zeugin (televisieserie)
- 2000: Ein mörderischer Plan (televisiefilm)
- 2001: Das weisse Rauschen – Lukas
- 2001: Honolulu – Marek
- 2001: Nichts bereuen – Daniel
- 2002: Elefantenherz – Marko Stemper
- 2002: Vaya con Dios – Arbo
- 2003: Die Klasse von '99 – Schule war gestern, Leben ist jetzt (aka gastoptreden) – Schnubbi
- 2003: Good bye, Lenin! – Alex
- 2003: Der letzte Flug
- 2003: Brother Bear (Duitse stem van Kenai)
- 2004: Farland – Frank
- 2004: Ladies in Lavender – Andrea
- 2004: Die fetten Jahre sind vorbei – Jan
- 2004: Was nützt die Liebe in Gedanken – Paul Krantz
- 2005: Merry Christmas (aka Joyeux Noël) – Horstmayer
- 2006: Cargo – Chris
- 2006: Ein Freund von mir – Karl
- 2006: Salvador (Puig Antich) – Salvador Puig Antich
- 2006: Cars (Duitse stem van Lightning McQueen)
- 2007: 2 Tage Paris (Deux jours à Paris) – Lukas
- 2007: The Bourne Ultimatum – Martin Kreutz
- 2008: In Tranzit – Klaus
- 2008: Krabat – Tonda
- 2008: Un poco de chocolate – Marcos
- 2008: Las Madres de Elna
- 2009: Die Gräfin (The Countess) – Istvan Thurzo
- 2009: Dinosaurier – Tobias Hardmann
- 2009: Inglourious Basterds – Fredrick Zoller
- 2009: John Rabe – Dr. Georg Rosen
- 2009: Lila, Lila – David Kern
- 2010: Die kommenden Tage – Hans Krämer
- 2010: Kóngavegur – Rupert
- 2011: Der ganz große Traum – Konrad Koch
- 2011: Et si on vivait tous ensemble? – Dirk
- 2011: EVA – Alex Garel
- 2011: Intruders – Father Antonio
- 2012: 2 Days in New York – The Oak Fairy
- 2012: 7 días en La Habana – Leonardo
- 2012: The Pelayos – Iván
- 2013: Rush – Niki Lauda
- 2013: The Fifth Estate – Daniel Berg
- 2014: A Most Wanted Man – Maximilian
- 2014: Barcelona, la rosa de foc - Stem
- 2014: The Face of an Angel - Thomas
- 2015: Colonia - Daniel
- 2015: Woman in Gold - Hubertus Czernin
- 2015: Ich und Kaminski
- 2015 Burnt
- 2016: Das Versprechen (documentaire film)
- 2016: Alone in Berlin - Kommissar Escherich
- 2016: Captain America: Civil War - Helmut Zemo
- 2017: The Zookeeper's Wife - Lutz Heck
- 2018: 7 Days in Entebbe - Wilfried Böse
- 2018: The Cloverfield Paradox - Schmidt
- 2018-2020: The Alienist (televisieserie)
- 2019: My Zoe
- 2021: Nebenan - Daniel Weltz (eveneens regisseur en producent)
- 2021: The Falcon and the Winter Soldier - Helmut Zemo (televisieserie, 5 afleveringen, Disney+)
- 2021: The King's Man - Erik Jan Hanussen
- 2022: All Quiet on the Western Front - Matthias Erzberger
- 2023: La contadora de películas
- 2024: Eden

## Luisterboeken en hoorspelen
- 2000: Der grüne Leguan van Carlo Lucarelli, WDR 2000/46’37
- 2007: Der Lügner von Stephen Fry, Random House Audio, ingekort, 4 cd's, 260 minuten, ISBN 978-3-86604-760-0.
- 2009: Lila, Lila von Martin Suter, Diogenes Verlag Zürich, ingekort, 5 cd's, 355 minuten, ISBN 978-3-257-80285-6.
- 2009: Die Einsamkeit der Primzahlen (La solitudine dei numeri primi) van Paolo Giordano, Random House Audio, ingekort, 307 minuten, ISBN 978-3-8371-0878-1.
- 2014: Philip Stegers: Die Siedlung – Regie: Benjamin Quabeck (misdaadhoorspel – WDR)